# Wilhelm Lübke
Wilhelm Lübke (født 17. januar 1826 i Dortmund, død 5. april 1893 i Karlsruhe) var en tysk kunsthistoriker. 
Lübke virkede fra 1857 som lærer (professor) i kunsthistoriske fag i Berlin, Zürich, Stuttgart og fra 1885 ved Polytechnikum og Kunstskolen i Karlsruhe. Lükes særdeles righoldige forfatterskab spænder over kunsthistoriens forskelligste epoker og områder; det har derfor ofte mere lærebogens end nyforskningens præg; i det hele er Lübke som kunsthistoriker mere historikeren og den lærde end den i det enkelte gående iagttager og skarpsynede kender; som få andre har han bidraget til at vække interesse for sit fag i vide kredse, særlig ved den populære Grundriss der Kunstgeschichte (Stuttgart 1860 og talrige oplag), der også er overført i fremmede sprog, således i bearbejdet skikkelse på dansk (ved Lange og Beckett). Blandt hans værker må nævnes: Die mittelalterliche Kunst in Westfalen (1853), Vorschule zur Geschichte der Kirchenbaukunst des Mittelalters (1852), Geschichte der Architektur (1855), Geschichte der Plastik (1863), Kunsthistorische Studien (1869), Abriss der Geschichte der Baukunst (1861), Geschichte der Renaissance Frankreichs (1868), Geschichte der deutchen Renaissance (1872), Geschichte der italienischen Malerei (1878—80), Bunte Blätter aus Schwaben (1885), Kunstwerke und Künstler (1887), Lebenserinnerungen (1891), adskillige af disse i mange oplag. Han udgav P. Vischers Werke, Dürers Kupferstiche in Faksimiles, Rafaelwerk in Lichtdrucken og sammen med Lützow Denkmäler der Kunst (billedatlas, flere oplag). Et mindesmærke (statue) for ham afsløredes i Karlsruhe. Efter hans død udkom Briefe von Wilhelm Lübke aus den Jahren 1846—59 (1895).